# Christianity Today
Christianity Today é um periódico cristão evangélico com sede em Carol Stream, Illinois. É a bandeira de publicação de sua empresa-mãe Christianity Today International.

## História
A revista foi fundada em 1956 pelo pastor batista Billy Graham com a ajuda de John Howard Pew, um executivo de uma empresa de petróleo.   O primeiro editor foi o teólogo evangélico Carl F. H. Henry. Em 1975, o jornalista Harold Myra assumiu a presidência da revista e optou pelo desenvolvimento de um grupo de revistas diversas, privilegiando a fundação ou aquisição de várias revistas nas décadas de 1980 e 1990, entre elas a “Leadership” em 1980.  Em 2008, seu site atraiu 11,8 milhões de visitantes por mês.  Em 2022, o teólogo batista Russell D. Moore foi nomeado editor da revista. 